# Wohn- und Wirtschaftsgebäude Schulweg 12
Das Wohn- und Wirtschaftsgebäude Schulweg 12 in Diepholz, Ortsteil Aschen, stammt aus dem 18. Jahrhundert. Aktuell wird es nicht genutzt.
Das Gebäude steht unter Denkmalschutz (siehe auch Liste der Baudenkmale in Diepholz).

## Beschreibung
Das eingeschossige giebelständige unsanierte Vierständer-Hallenhaus in Fachwerk mit Ziegelausfachungen und mit Satteldach stammt von 1776.
Das Landesdenkmalamt befand: „… geschichtliche Bedeutung … als Vierständer-Hallenhaus …“